# Canton de Mauriac
Le canton de Mauriac est une circonscription électorale française située dans le département du Cantal en région d'Auvergne-Rhône-Alpes.
À la suite du redécoupage cantonal de 2014, les limites territoriales du canton sont remaniées. Le nombre de communes du canton passe de 11 à 20.

## Histoire
Un nouveau découpage territorial du Cantal entre en vigueur en mars 2015, défini par le décret du 13 février 2014, en application des lois du 17 mai 2013 (loi organique 2013-402 et loi 2013-403). Les conseillers départementaux sont, à compter de ces élections, élus au scrutin majoritaire binominal mixte. Les électeurs de chaque canton élisent au Conseil départemental, nouvelle appellation du Conseil général, deux membres de sexe différent, qui se présentent en binôme de candidats. Les conseillers départementaux sont élus pour 6 ans au scrutin binominal majoritaire à deux tours, l'accès au second tour nécessitant 12,5 % des inscrits au 1er tour. En outre la totalité des conseillers départementaux est renouvelée. Ce nouveau mode de scrutin nécessite un redécoupage des cantons dont le nombre est divisé par deux avec arrondi à l'unité impaire supérieure si ce nombre n'est pas entier impair, assorti de conditions de seuils minimaux. Dans le Cantal, le nombre de cantons passe ainsi de 27 à 15. Le nombre de communes du canton de Mauriac passe de 11 à 20.

## Géographie
Ce canton est organisé autour de Mauriac dans l'arrondissement de Mauriac. Son altitude varie de 259 m (Chalvignac) à 1 650 m (Le Fau).

## Canton depuis 2015

### Représentation

#### Liste des conseillers départementaux
| Période élective | Période élective | Mandat | Mandat   | Identité             | Nuance | Nuance | Qualité |
| ---------------- | ---------------- | ------ | -------- | -------------------- | ------ | ------ | --- |
| 2015             | 2021             | 2015   | 2021     | Jean-Yves Bony       |        | LR     | Exploitant agricole, ancien maire d'Ally Ancien conseiller général du canton de Pleaux Député                                         |
| 2015             | 2021             | 2015   | 2021     | Marie Hélène Chastre |        | DVD    | Maire de Drugeac 7e vice-présidente du Conseil départemental du Cantal (Education - Transports)                                       |
| 2021             | 2028             | 2015   | en cours | Jean-Yves Bony       |        | LR     | Exploitant agricole, ancien maire d'Ally Ancien conseiller général du canton de Pleaux Député                                         |
| 2021             | 2028             | 2015   | en cours | Marie Hélène Chastre |        | DVD    | Maire de Drugeac 6e vice-présidente du Conseil départemental du Cantal (Enfance, Famille) Suppléante du sénateur LR Stéphane Sautarel |

Lors des élections départementales de 2015, le binôme composé de Jean-Yves Bony et Marie Hélène Chastre (Union de la Droite) est élu au 1er tour avec 54,12 % des suffrages exprimés, devant le binôme composé de Christian Fournier et Claire Testu-Vialaneix (Union de la Gauche) (29,38 %). Le taux de participation est de 56,93 % (5 567 votants sur 9 778 inscrits) contre 55,81 % au niveau départemental et 50,17 % au niveau national.
Lors des élections départementales de 2021, le binôme composé de Jean-Yves Bony et Marie Hélène Chastre (Droite, centre et indépendants) est élu au 1er tour avec 100 % des suffrages exprimés. Le taux de participation est de 39,76 % (3 675 votants sur 9 244 inscrits) contre 41,88 % au niveau départemental.

### Composition
Six communes ont quitté l'ancien canton :
- Auzers, Méallet et Moussages ont été rattachées au canton de Riom-ès-Montagnes ;
- Arches, Jaleyrac et Sourniac ont été rattachées au nouveau canton d'Ydes.

Le nouveau canton de Mauriac comprend vingt communes entières.
| Nom                             | Code Insee | Intercommunalité      | Superficie (km2) | Population (dernière pop. légale) | Densité (hab./km2) | Modifier                                    |
| ------------------------------- | ---------- | --------------------- | ---------------- | --------------------------------- | ------------------ | ------------------------------------------- |
| Mauriac (bureau centralisateur) | 15120      | CC du Pays de Mauriac | 27,61            | 3 503 (2022)                      | 127                | modifier les données · modifier les données |
| Ally                            | 15003      | CC du Pays de Salers  | 23,11            | 596 (2022)                        | 26                 | modifier les données · modifier les données |
| Anglards-de-Salers              | 15006      | CC du Pays de Salers  | 48,36            | 724 (2022)                        | 15                 | modifier les données · modifier les données |
| Barriac-les-Bosquets            | 15018      | CC du Pays de Salers  | 12,80            | 138 (2022)                        | 11                 | modifier les données · modifier les données |
| Brageac                         | 15024      | CC du Pays de Salers  | 12,23            | 77 (2022)                         | 6,3                | modifier les données · modifier les données |
| Chalvignac                      | 15036      | CC du Pays de Mauriac | 35,89            | 457 (2022)                        | 13                 | modifier les données · modifier les données |
| Chaussenac                      | 15046      | CC du Pays de Salers  | 16,13            | 223 (2022)                        | 14                 | modifier les données · modifier les données |
| Drugeac                         | 15063      | CC du Pays de Mauriac | 18,24            | 323 (2022)                        | 18                 | modifier les données · modifier les données |
| Escorailles                     | 15064      | CC du Pays de Salers  | 2,79             | 83 (2022)                         | 30                 | modifier les données · modifier les données |
| Le Fau                          | 15067      | CC du Pays de Salers  | 19,46            | 31 (2022)                         | 1,6                | modifier les données · modifier les données |
| Fontanges                       | 15070      | CC du Pays de Salers  | 18,04            | 208 (2022)                        | 12                 | modifier les données · modifier les données |
| Pleaux                          | 15153      | CC du Pays de Salers  | 92,39            | 1 464 (2022)                      | 16                 | modifier les données · modifier les données |
| Saint-Bonnet-de-Salers          | 15174      | CC du Pays de Salers  | 32,67            | 254 (2022)                        | 7,8                | modifier les données · modifier les données |
| Saint-Martin-Cantalès           | 15200      | CC du Pays de Salers  | 19,59            | 154 (2022)                        | 7,9                | modifier les données · modifier les données |
| Saint-Martin-Valmeroux          | 15202      | CC du Pays de Salers  | 25,92            | 713 (2022)                        | 28                 | modifier les données · modifier les données |
| Saint-Paul-de-Salers            | 15205      | CC du Pays de Salers  | 36,57            | 105 (2022)                        | 2,9                | modifier les données · modifier les données |
| Sainte-Eulalie                  | 15186      | CC du Pays de Salers  | 14,51            | 231 (2022)                        | 16                 | modifier les données · modifier les données |
| Salers                          | 15219      | CC du Pays de Salers  | 4,85             | 312 (2022)                        | 64                 | modifier les données · modifier les données |
| Salins                          | 15220      | CC du Pays de Mauriac | 8,75             | 144 (2022)                        | 16                 | modifier les données · modifier les données |
| Le Vigean                       | 15261      | CC du Pays de Mauriac | 28,99            | 800 (2022)                        | 28                 | modifier les données · modifier les données |
| Canton de Mauriac               | 1505       |                       | 498,90           | 10 540 (2022)                     | 21                 | modifier les données                        |

### Démographie
En 2022, le canton comptait 10 540 habitants, en évolution de −3,33 % par rapport à 2016 (Cantal : −1,08 %, France hors Mayotte : +2,11 %).
| 2013   | 2018   | 2022   |
| ------ | ------ | ------ |
| 11 165 | 10 694 | 10 540 |

## Canton avant 2015

### Représentation

#### Liste des conseillers d'arrondissement (de 1833 à 1940)
Le canton de Mauriac avait deux conseillers d'arrondissement.
| Période                                  | Période      | Identité                                       | Étiquette             | Qualité |
| ---------------------------------------- | ------------ | ---------------------------------------------- | --------------------- | --- |
| 1833                                     | 1838 (décès) | Félix François Chevalier du Fau (1794-1838)    |                       | Avocat, juge suppléant au Tribunal civil de Mauriac                                                         |
| 1833                                     | 1845         | Pierre Mailhes (1766-1848)                     |                       | Juge au Tribunal civil de Mauriac                                                                           |
| 1838                                     | 1848         | Pierre Joseph Forestier (1794-1878)            |                       | Notaire, maire de Méallet                                                                                   |
| 1845                                     | 1874 (décès) | Antoine Peyrac                                 |                       | Avoué puis juge au Tribunal civil de Mauriac                                                                |
| 1848                                     | 1856 (décès) | Antoine Robert (1793-1856)                     |                       | Procureur du Roi à Mauriac                                                                                  |
| 1856                                     | 1877         | M. Robert                                      |                       | |
| 1877                                     | 1882 (décès) | Auguste Guillaume Bouiges (1827-1882)          |                       | Expert, greffier de la justice de paix, Mauriac                                                             |
| 1877                                     | 1880         | Antoine Lascombes                              | Républicain           | Avocat à Mauriac, propriétaire à Chalvignac                                                                 |
| 1880                                     | 1993 (décès) | Pierre Joseph, dit Jules Forestier (1832-1893) |                       | Avoué à Mauriac                                                                                             |
| 1883                                     | 1895         | Samuel Clary                                   |                       | Agriculteur, maire de Moussages                                                                             |
| 1893                                     | 1901         | Adrien Peyrac (1855-1916)                      |                       | Notaire, maire de Mauriac (1889-1913)                                                                       |
| 1895                                     | 1913         | Antoine Philidor Peythieu (1850-1932)          |                       | Avoué à Mauriac, propriétaire à Moussages                                                                   |
| 1901                                     | 1907         | Géraud Souquières                              |                       | Médecin à Mauriac                                                                                           |
| 1907                                     | 1913         | Léopold Delpeuch                               |                       | Médecin, maire du Vigean                                                                                    |
| 1913                                     | 1919         | Fernand Talandier (1872-1957)                  | RG                    | Médecin à Mauriac                                                                                           |
| 1913                                     | 1919         | Auguste Géraud Four (1879-1960)                |                       | Vétérinaire à Mauriac, propriétaire à Chalvignac                                                            |
| 1919                                     | 1925         | Félix Jacques Dufayet (1963-1945)              |                       | Propriétaire à Mauriac                                                                                      |
| 1919                                     | 1931         | M. Chabrier                                    | Radical               | Avocat à Mauriac                                                                                            |
| 1925                                     | 1940         | Félix Clary                                    | Radical puis Rad.ind. | Maire de Moussages, Président du Conseil d'arrondissement                                                   |
| 1931                                     | 1940         | Louis Clauzet                                  | RG                    | Maire du Vigean                                                                                             |
| 1940                                     |              |                                                |                       | Les conseils d'arrondissement ont été suspendus par la loi du 12 octobre 1940 et n'ont jamais été réactivés |
| Les données manquantes sont à compléter. |              |                                                |                       | |

#### Liste des conseillers généraux
| Période | Période          | Identité                                      | Étiquette      | Qualité |
| ------- | ---------------- | --------------------------------------------- | -------------- | --- |
| 1833    | 1836             | Claude Emile Delalo                           | Gouvernemental | Procureur du Roi à Mauriac                                                                                     |
| 1836    | 1845             | Pierre-Joseph Grasset                         | Gouvernemental | Maire de Mauriac (1831-1848)                                                                                   |
| 1845    | 1863 (décès)     | Claude Emile Delalo (1797-1863)               | Gouvernemental | Procureur du Roi, Président du Tribunal civil de Mauriac                                                       |
| 1863    | 1871             | Maurice Delalo (fils du précédent, 1827-1915) |                | Juge au Tribunal civil de Mauriac                                                                              |
| 1871    | 1875 (démission) | Odon Périer (1834-1875)                       |                | Banquier à Mauriac                                                                                             |
| 1875    | 1879 (décès)     | Antonin Galvaing                              |                | Avocat à Mauriac                                                                                               |
| 1879    | 1883             | Maurice Delalo                                |                | Juge au Tribunal civil de Mauriac                                                                              |
| 1883    | 1898             | Antoine Lascombes                             | Républicain    | Avocat au barreau de Mauriac, ancien conseiller d'arrondissement Propriétaire à Chalvignac, Député (1885-1898) |
| 1898    | 1916 (décès)     | Louis Peyrac (1855-1916)                      | Républicain    | Notaire - Maire de Mauriac (1889-1913)                                                                         |
| 1916    | 1919             | siège vacant                                  |                | |
| 1919    | 1940             | Fernand Talandier                             | Rad. ind.      | Député (1936-1942) Maire de Mauriac (1913-1944)                                                                |
|         |                  |                                               |                | |
| 1945    | 1949             | Charles Magne (1897-1977)                     | Rad. ind. RGR  | Maire de Méallet (1944-1977)                                                                                   |
| 1949    | 1969 (décès)     | Edmond Charlanne                              | PPUS puis CNI  | Agriculteur Maire de Jaleyrac (1947-1969)                                                                      |
| 1969    | 1992             | Pierre Charlanne (fils du précédent)          | UDR puis RPR   | Maire de Jaleyrac (1969-2014) Suppléant du député Pierre Raynal (1973-1986)                                    |
| 1992    | 1998             | Christian Pradeyrol                           | DVD            | Chef d'entreprise Maire de Chalvignac                                                                          |
| 1998    | 2015             | Gérard Leymonie                               | UMP            | Vétérinaire Vice-président du Conseil général Maire de Mauriac (2001-2020)                                     |

#### Résultats électoraux détaillés
- Élections cantonales de 2004 : Gérard Leymonie   (UMP) est élu au 1er tour avec 52,57 % des suffrages exprimés, devant Christian Pradeyrol   (Divers droite) (27,6 %) et Christophe Roussel (Divers gauche) (12,62 %). Le taux de participation est de 68,11 % (4 239 votants sur 6 224 inscrits)[17].
- Élections cantonales de 2011 : Gérard Leymonie   (UMP) est élu au 1er tour avec 53,27 % des suffrages exprimés, devant Jacques Klem   (PS) (32,27 %) et Vladimir Tilmant-Tatischeff ( (MODEM) (4,87 %). Le taux de participation est de 69,54 % (1 422 votants sur 2 045 inscrits)[18].

### Composition
Le canton de Mauriac regroupait onze communes.
| Nom                 | Code Insee | Codepostal | Superficie (km2) | Population (dernière pop. légale) | Densité (hab./km2) |
| ------------------- | ---------- | ---------- | ---------------- | --------------------------------- | ------------------ |
| Mauriac (chef-lieu) | 15120      | 15200      | 27,61            | 3 753 (2012)                      | 136                |
| Arches              | 15010      | 15200      | 16,15            | 180 (2012)                        | 11                 |
| Auzers              | 15015      | 15240      | 19,27            | 179 (2012)                        | 9,3                |
| Chalvignac          | 15036      | 15200      | 35,89            | 446 (2012)                        | 12                 |
| Drugeac             | 15063      | 15140      | 18,24            | 354 (2012)                        | 19                 |
| Jaleyrac            | 15079      | 15200      | 16,86            | 372 (2012)                        | 22                 |
| Méallet             | 15123      | 15200      | 21,52            | 166 (2012)                        | 7,7                |
| Moussages           | 15137      | 15380      | 19,03            | 272 (2012)                        | 14                 |
| Salins              | 15220      | 15200      | 8,75             | 148 (2012)                        | 17                 |
| Sourniac            | 15230      | 15200      | 11,72            | 205 (2012)                        | 17                 |
| Le Vigean           | 15261      | 15200      | 28,99            | 841 (2012)                        | 29                 |

### Démographie
| 1962  | 1968  | 1975  | 1982  | 1990  | 1999  | 2006  | 2011  | 2012  |
| ----- | ----- | ----- | ----- | ----- | ----- | ----- | ----- | ----- |
| 8 263 | 8 578 | 8 088 | 8 048 | 7 700 | 7 342 | 7 109 | 6 973 | 6 916 |